# Animal X
Animal X est un groupe de musique electro-pop roumain, créé en 1999 à Constanța.

## Membres
- Lizard (chant, né Alexandru Salamar le 8 février 1982 à Constanta) ;
- Hyena (chant, né Serban Copot le 2 juillet 1981 à Constanta) ;
- Worm (chant, né Mihai Penza le 5 septembre 1983 à Constanta).

## Albums
- 2000 : Animal X (15 juin 2000)
- 2001 : Level 2 (25 février 2001)
- 2001 : Virtual (15 décembre 2001)
- 2003 : Revolution (5 août 2003)
- 2004 : Fun Raptor (2004)
- 2006 : Derbedei (1er mars 2006)
- 2006 : Best Of Animal X (until now) (7 décembre 2006)